# Zack Snyder
Zachary Edward Snyder, detto Zack (Green Bay, 1º marzo 1966), è un regista, sceneggiatore, produttore cinematografico e direttore della fotografia statunitense.
È noto per aver diretto i film 300 (2007), Watchmen (2009) e i film del DC Extended Universe, L'uomo d'acciaio (2013), Batman v Superman: Dawn of Justice (2016), Justice League (2017) e la sua director's cut del 2021.
Il suo stile è caratterizzato da una fotografia cupa e patinata e dal frequente utilizzo di ralenti.

## Biografia
Nato a Green Bay, Zack Snyder cresce nella cittadina di Greenwich, Connecticut, membro di una famiglia cristiana scientista. Dopo aver frequentato la Daycroft School, un istituto cristiano scientista locale, il futuro regista studia per un anno presso l'Heatherley School of Fine Art a Londra, per poi trasferirsi all'ArtCenter College of Design di Pasadena, laureandosi presso il detto istituto nel 1989.
In un'intervista per la testata Wired, il regista ha raccontato di aver perso il fratello Sam durante la propria adolescenza, attribuendo a questi un grande impatto nella sua crescita personale. È inoltre dislessico.

### Esordi e ascesa al cinema (1989-2011)
Terminati gli studi, Snyder comincia a lavorare principalmente come regista di video musicali e spot pubblicitari, arrivando a collaborare, tra i tanti marchi, anche con Budweiser, per la quale azienda realizza inoltre uno spot commerciale mandato in onda durante il Super Bowl XXXVI nel 2002, Citterio e Nike. Dopo due anni di relazione e un passato da colleghi, nel 2004 sposa la produttrice Deborah Johnson, con cui fonda la casa di produzione indipendente Cruel and Unusual Films.
Sempre nel 2004, messo sotto contratto da Universal Pictures, Snyder realizza il lungometraggio d'esordio: L'alba dei morti viventi, remake del film cult di George A. Romero, presentato fuori concorso al Festival di Cannes, che incassa circa 100 milioni di dollari in tutto il mondo. La storia narra di una strana epidemia che colpisce la popolazione mondiale, trasformando le persone in zombie carnivori. Nonostante sia un remake, il film si distanzia notevolmente dall'originale.
Il regista passa quindi a Warner Bros., che gli affida la realizzazione di 300, adattamento cinematografico dell'omonima graphic novel di Frank Miller, distribuito nei cinema nel 2007. Il film si rivela campione d'incassi ai botteghini di tutto il mondo con un record per i cinema IMAX, realizzando nel week-end di apertura 3,6 milioni di dollari, un risultato molto alto rispetto alle aspettative, tanto che il film è al nono posto dei film del 2007 con un incasso a livello internazionale di 456 milioni di dollari. Destano attenzione anche alcuni espedienti visivi poi divenuti punti cardine dell'estetica cinematografica di Snyder, quale l'impiego dell'effetto rallentatore.
Forte della buona ricezione di 300, Snyder riceve mandato da Warner Bros. per la realizzazione di Watchmen, trasposizione dell'omonima serie a fumetti di Alan Moore e Dave Gibbons. Nonostante i 55 milioni di dollari incassati nel solo week-end di apertura nelle sale statunitensi, a conferma della grande attesa del film da parte del pubblico, man mano che i giorni passano il calo ai botteghini è piuttosto notevole, tant'è che si profila un incasso globale inferiore alle aspettative. Il film fa scaturire nella critica opinioni miste, in cui si manifesta disappunto per la strutturazione a tratti confusa della trama congiuntamente ad apprezzamento per alcune intuizioni estetiche del regista.
Nel 2010 il regista lavora a Il regno di Ga'Hoole - La leggenda dei guardiani, trasposizione animata basata sulla saga letteraria fantasy per ragazzi I guardiani di Ga'Hoole, scritta da Kathryn Lasky e illustrata da Richard Cowdry. Il film è tiepidamente accolto da pubblico e critica.
Negativa è invece la ricezione di Sucker Punch, pellicola realizzata l'anno seguente ambientata negli anni cinquanta, nel quale una ragazzina, rinchiusa dal suo patrigno in un manicomio, decide di rinchiudersi nella sua fantasia cercando di immaginare tante vie di fuga. A posteriori, Snyder criticò la mancata volontà di Warner Bros. di lasciare che il regista realizzasse un film vietato ai minori.

### DC Extended Universe e pausa dalla regia (2011-2017)

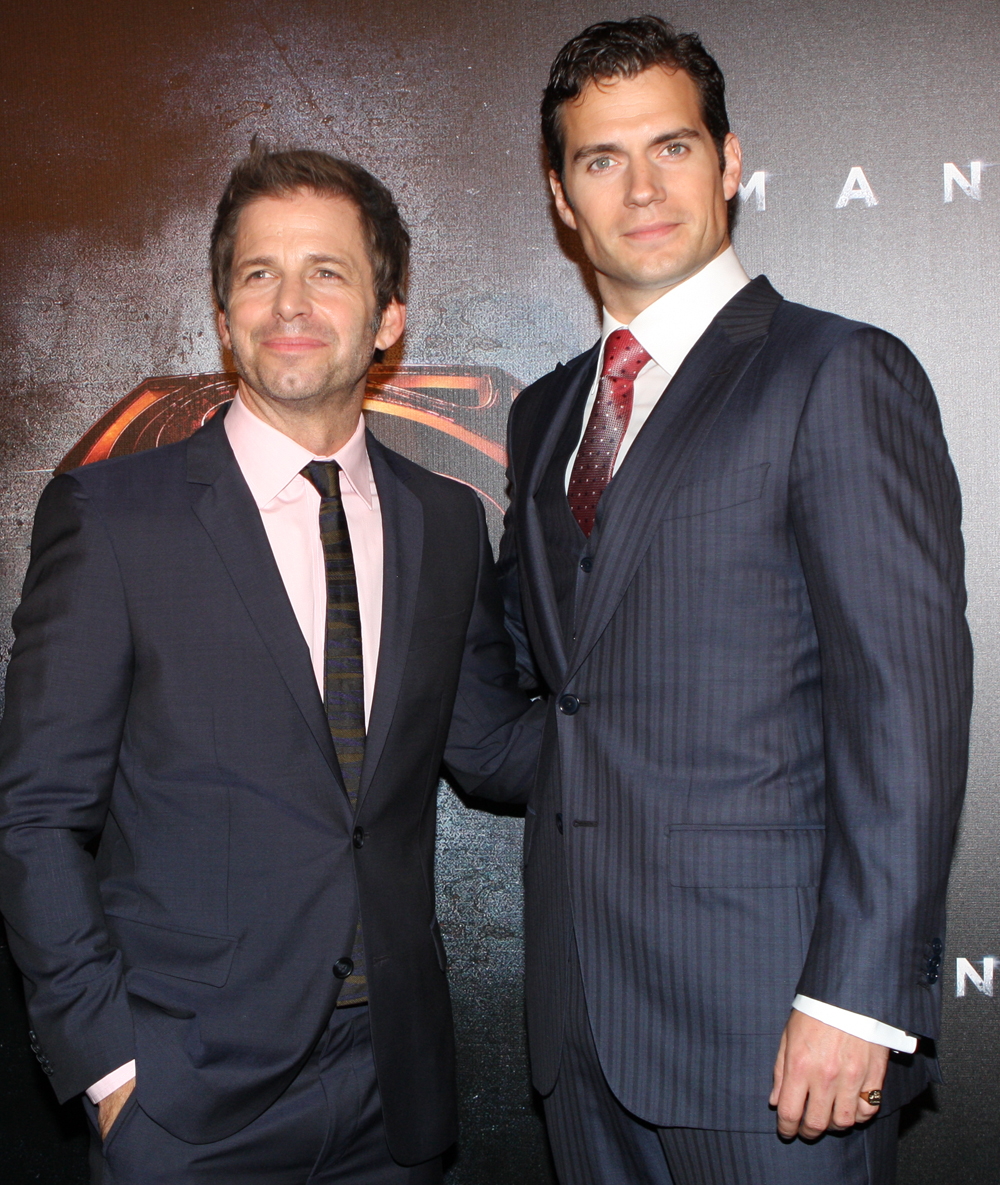
Zack Snyder (a sinistra) e Henry Cavill alla première de L'uomo d'acciaio a Sydney nel 2013

Annunciato già nel 2010 come regista di un possibile nuovo film reboot di Superman, nei primi anni duemiladieci Snyder lavora a L'uomo d'acciaio, una riproposizione delle origini del supereroe kryptoniano in toni più cupi e dark, che la critica accoglie con interesse e favore al debutto della pellicola nei cinema, nel giugno 2013. Ad appena un mese dall'uscita del film nelle sale cinematografiche, nel luglio 2013, nel corso del Comic-Con di San Diego, Snyder annuncia la realizzazione in essere di Batman v Superman: Dawn of Justice, sequel de L'uomo d'acciaio, dando così vita all'universo cinematografico DC Extended Universe. La nuova pellicola viene distribuita nel marzo 2016, in un clima di grande attesa, ma in breve tempo viene ampiamente stroncata dalla critica, nonostante un incasso di oltre 800 milioni di dollari.
Nonostante l'insuccesso di Batman v Superman, Snyder continua a lavorare al DCEU, dando avvio alla realizzazione del film Justice League. Nel corso della post-produzione, tuttavia, Snyder decide di abbandonare l'incarico, che Warner Bros. affida a Joss Whedon, a causa (come emergerà a posteriori) della morte di una delle figlie di Snyder. Inizia così un periodo di lontananza di Snyder dalla macchina da presa.

### Ritorno alla regia (2018-2022)
Dopo un biennio trascorso esclusivamente alla cabina di produzione per film quali Aquaman e Wonder Woman 1984, Snyder viene nuovamente ingaggiato da Warner Bros. per la realizzazione di una riedizione di Justice League, fedele alla sua visione originaria del progetto, su incitamento del cast e dei fan della saga cinematografica. Il 18 marzo 2021 viene quindi reso disponibile sulla piattaforma HBO Max Zack Snyder's Justice League, il quale, pur venendo generalmente apprezzato da pubblico e critica, viene bollato dalla stessa Warner Bros. come un «progetto senza sbocchi»: a ciò segue quindi una nuova campagna mediatica, finalizzata al ripristino del cosiddetto Snyderverse, ovvero l'universo narrativo immaginato da Snyder sin dai tempi di Batman v Superman.
Nello stesso anno torna con uno zombie-movie, il genere che l'ha lanciato nel mondo del cinema, con Army of the Dead, prodotto da Netflix con un budget di oltre 90 milioni di dollari e distribuito direttamente sulla relativa piattaforma di streaming. Il film, che vede tra i protagonisti l'attore Dave Bautista, darà il via a un nuovo universo narrativo. A seguire produce e scrive infatti il prequel spin-off Army of Thieves, diretto e interpretato da Matthias Schweighöfer, per poi cominciare le lavorazioni per il sequel Planet of the Dead.

### La saga diRebel Moon(2023-presente)
Nella primavera del 2022, sono iniziate le riprese di Rebel Moon - Parte 1: Figlia del fuoco, primo di due parti,uscito su Netflix per dicembre 2023. La pellicola, ambientato nello stesso universo di Army of the Dead, ha avuto una distribuzione limitata nelle sale statunitensi. Il 19 aprile 2024 è stata distribuito il seguito, Rebel Moon - Parte 2: La sfregiatrice. Di entrambi i film sono state realizzate versioni director's cut vietate ai minori di 18 anni, intitolate Rebel Moon - Capitolo 1: Calice di sangue e Rebel Moon - Capitolo 2: La maledizione del perdono, distribuite sempre da Netflix nell'estate 2024. Il regista ha dichiarato di stare lavorando al terzo capitolo e di voler fare di Rebel Moon una esalogia

## Stile e influenze
All'interno delle proprie pellicole Snyder fa ampio uso dell'effetto rallentatore e della tecnica dello speed ramping, specie per quanto riguarda scene d'azione e di combattimento. La critica ha peraltro spesso elogiato la tendenza del regista di evitare l'apposizione di troppi tagli ai piani sequenza in questi contesti, a differenza dei colleghi. È inoltre noto per il ricorso a illuminazione di bassa tonalità, che generalmente conferisce ai suoi film atmosfere cupe, non sempre apprezzate dal pubblico. Nei suoi film è inoltre frequente l'alternarsi, nella medesima scena, di inquadrature a largo campo e inquadrature ristrette di primo piano. Il suo stile è stato spesso descritto come divisivo, specie per quanto riguarda i suoi lungometraggi supereroistici, in cui il regista attua «decostruzioni» e ricostruzioni dei personaggi, cercando di adattarli alla propria prospettiva narrativa.
Snyder ha rimarcato spesso la sua passione per la filmografia di Akira Kurosawa e per la saga cinematografica Guerre stellari. Appassionato di fumetti, apprezza in particolar modo Frank Frazetta e la miniserie Watchmen.

## Vita privata
Zack Snyder è sposato dal 2004 con Deborah Snyder: la coppia ha adottato due figli, che si sommano ai sei avuti precedentemente da Snyder (quattro con la precedente moglie, Denise Weber, due con una precedente compagna). Nel 2017 il regista ha perso la figlia Autumn, morta suicida: a seguito di questo evento, Snyder ha investito energie e risorse in campagne per la prevenzione al suicidio e la mental health awareness. Nel 2021 ha collaborato finanziariamente con Save the Children per l'edificazione di strutture temporanee di alloggio per persone affette da COVID-19 in India.
Ha spesso respinto le accuse di essere politicamente conservatore: si definisce un liberale e un sostenitore del Partito Democratico statunitense. Contestualmente alle elezioni presidenziali del 2020, Snyder ha manifestato aperto sostegno verso il candidato democratico Joe Biden.
È brand ambassador del social network Vero.

## Filmografia

### Regista

#### Cinema
- Playground - cortometraggio direct-to-video (1990)
- L'alba dei morti viventi (Dawn of the Dead, 2004)
- The Lost Tape: Andy's Terrifying Last Days Revealed - cortometraggio (2004)
- 300 (2007)
- Watchmen (2009)
- Il regno di Ga'Hoole - La leggenda dei guardiani (Legend of the Guardians: The Owls of Ga'Hoole, 2010)
- Sucker Punch (2011)
- L'uomo d'acciaio (Man of Steel, 2013)
- Superman 75th Anniversary - cortometraggio (2013)
- Batman v Superman: Dawn of Justice (2016)
- Snow Steam Iron - cortometraggio (2017)
- Justice League (2017)
- Hanukkah, O Hanukkah (A Magical Time of Year) - cortometraggio direct-to-video (2019)
- Zack Snyder's Justice League (2021)
- Army of the Dead (2021)
- Rebel Moon - Parte 1: Figlia del fuoco (Rebel Moon – Part One: A Child of Fire, 2023)
- Rebel Moon - Parte 2: La sfregiatrice (Rebel Moon – Part Two: The Scargiver, 2024)

#### Televisione
- Twilight of the Gods - serie animata, episodi 1x01-1x08 (2024)

#### Videoclip
- Lizzy Borden Love Is a Crime (1989)
- Peter Murphy You're So Close (1992)
- Morrissey Tomorrow (1992)
- Soul Asylum Somebody to Shove (1992)
- Soul Asylum Black Gold (1993)
- Alexander O'Neal In the Middle (1993)
- Paul Westerberg World Class Fad (1993)
- ZZ Top World of Swirl (1994)
- Dionne Farris I Know (1994)
- Rod Stewart Leave Virginia Alone (1995)
- Morrissey ¡Oye Esteban! (2000)
- My Chemical Romance Desolation Row (2009)

### Attore

#### Cinema
- L'alba dei morti viventi (Dawn of the Dead), regia di Zack Snyder (2004) - non accreditato
- Watchmen, regia di Zack Snyder (2009) - non accreditato
- Wonder Woman, regia di Patty Jenkins (2017) - non accreditato
- Zack Snyder's Justice League, regia di Zack Snyder (2021) - non accreditato

#### Televisione
- The Studio - serie TV, episodio 1x08 (2025)

### Direttore della fotografia
- Snow Steam Iron, regia di Zack Snyder – cortometraggio (2017)
- Army of the Dead, regia di Zack Snyder (2021)
- Rebel Moon - Parte 1: Figlia del fuoco (Rebel Moon – Part One: A Child of Fire), regia di Zack Snyder (2023)
- Rebel Moon - Parte 2: La sfregiatrice (Rebel Moon – Part Two: The Scargiver), regia di Zack Snyder (2024)

### Doppiatore
- Teen Titans Go! - serie animata, episodio 7x51 (2022) - Zack Snyder
- Rick and Morty - serie animata, episodio 8x07 (2025) - Zack Snyder

### Produttore

#### Cinema
- Watchmen - I racconti del vascello nero (Watchmen: Tales of the Black Freighter), regia di Mike Smith e Daniel Delpurgatorio – cortometraggio (2009)
- Sotto la maschera (Under the Hood), regia di Eric Matthies – cortometraggio (2009)
- Sucker Punch, regia di Zack Snyder (2011)
- 300 - L'alba di un impero (300: Rise of an Empire), regia di Noam Murro (2014)
- Suicide Squad, regia di David Ayer (2016)
- Wonder Woman, regia di Patty Jenkins (2017)
- Snow Steam Iron, regia di Zack Snyder - cortometraggio (2017)
- Aquaman, regia di James Wan (2018)
- Wonder Woman 1984, regia di Patty Jenkins (2020)
- Army of the Dead, regia di Zack Snyder (2021)
- The Suicide Squad - Missione suicida (The Suicide Squad), regia di James Gunn (2021)
- Army of Thieves, regia di Matthias Schweighöfer (2021)
- Rebel Moon - Parte 1: Figlia del fuoco (Rebel Moon – Part One: A Child of Fire), regia di Zack Snyder (2023)
- Rebel Moon - Parte 2: La sfregiatrice (Rebel Moon – Part Two: The Scargiver), regia di Zack Snyder (2024)

#### Televisione
- Twilight of the Gods - serie animata, 8 episodi (2024)

### Sceneggiatore

#### Cinema
- 300, regia di Zack Snyder (2007)
- Watchmen - I racconti del vascello nero (Watchmen: Tales of the Black Freighter), regia di Mike Smith e Daniel Delpurgatorio – cortometraggio (2009)
- Sucker Punch, regia di Zack Snyder (2011)
- 300 - L'alba di un impero (300: Rise of an Empire), regia di Noam Murro (2014)
- Wonder Woman, regia di Patty Jenkins (2017)
- Snow Steam Iron, regia di Zack Snyder – cortometraggio (2017)
- Justice League, regia di Zack Snyder (2017)
- Zack Snyder's Justice League, regia di Zack Snyder (2021)
- Army of the Dead, regia di Zack Snyder (2021)
- Army of Thieves, regia di Matthias Schweighöfer (2021)
- Rebel Moon - Parte 1: Figlia del fuoco (Rebel Moon – Part One: A Child of Fire), regia di Zack Snyder (2023)
- Rebel Moon - Parte 2: La sfregiatrice (Rebel Moon – Part Two: The Scargiver), regia di Zack Snyder (2024)

#### Televisione
- Twilight of the Gods - serie animata, 8 episodi (2024)

## Riconoscimenti (parziale)
- Festival di Cannes
  - 2004 – Candidatura alla Caméra d'or per L'alba dei morti viventi
- Premio Hugo
  - 2018 – Miglior rappresentazione drammatica (forma lunga) per Wonder Woman
- Saturn Awards
  - 2008 – Miglior regia per 300
  - 2008 – Candidatura alla migliore sceneggiatura per 300
  - 2010 – Candidatura alla miglior regia per Watchmen
- Satellite Awards
  - 2017 – Candidatura alla migliore sceneggiatura non originale per Wonder Woman
- Producers Guild of America Awards
  - 2018 – Candidatura al miglior film per Wonder Woman
- Jupiter Awards
  - 2014 – Candidatura a miglior film internazionale per L'uomo d'acciaio
  - 2017 – Candidatura a miglior film internazionale per Batman v Superman: Dawn of Justice